# Concordia (Noord-Kaap)
Concordia is  een dorp gelegen in de gemeente Nama Khoi in het Namakwaland in de Zuid-Afrikaanse provincie Noord-Kaap. Het ligt 19 km noordoostelijk van Springbok. De afstand naar Kaapstad bedraagt ongeveer 600 km. Het is gesticht in de vroege 19e eeuw als zendingsnederzetting en heeft zich later, na de ontdekking van kopererts, ontwikkeld tot mijnstadje.

## Geschiedenis
In 1852 heeft het Duits-Evangelische Rijnlands Zendingsgenootschap het plaatsje gesticht en in 1863 is de nederzetting overgenomen door de zending van de Nederduits-Gereformeerde Kerk. De ontdekking van koper door Albert von Schicht in 1840 heeft de ontwikkeling van het dorp sterk beïnvloed. Hij was het die de naam "Concordia" aan de nederzetting heeft gegeven. Het delven van het kopererts in het gebied heeft geduurd van 1853 tot 1983.
Het plaatsje is van historisch belang omdat het is gelegen aan de oorsprong van de mijnbouwkundige activiteiten in Zuid-Afrika. Lang voor de koloniale tijden (voor 1652) hebben de inheemse mensen, Khoisan of Nama, ruw of gedegen koper gewonnen uit de gneiss en graniet heuvels waaruit het omliggende Namakwaland bestaat. Dit koper werd geslagen tot decoratieve voorwerpen; zoals hangers en halskettingen. Tegenwoordig is de bloeitijd van het koper, van de late 19de eeuw tot het begin van de jaren 1980, afgelopen.
Vandaag de dag is er een granietgroeve in Concordia, waar grote steenblokken worden gedolven en in grote stukken(tot 50 ton) gezaagd voor vervoer naar Kaapstad waar het graniet wordt gebruikt of geëxporteerd. 
Tijdens de Tweede Boerenoorlog gebruikten de Boeren Concordia als hun hoofdkwartier; terwijl Okiep (op circa 6 km afstand) werd aangevallen. Uit die dagen bestaan nog mooie voorbeelden van metselwerk en de graanopslag, welke laatste door de Boerencommando's werd gebruikt als ziekenhuis.

## Bezienswaardigheden
- De granieten ertsbakken van de "Tweefontein Mijn" zijn uitstekende voorbeelden van Cornisch metselwerk. De "New Prospect Mine" huisvest een andere granieten ertsbak, die in uitstekende conditie is.
- Het kerkhof bevat de graven van de vroege Rijnlandse zendelingen en ongemarkeerde graven van gevallen Boeren soldaten.
- Orbicule Heuvel is erkende bezienswaardigheid en is gelegen juist buiten Concordia. Het toont een van de mooiste voorbeelden van graniet  stollingsgesteenten in het land.
- De Rijnlandse Zendingsnederzetting was gesticht in 1852. Hetzelfde jaar waarin het koper werd ontdekt in het gebied door Europese onderzoekers.
- De Verenigde Gereformeerde Kerk is een stenen gebouw en werd gebouwd in 1875 door mannen van Cornwall. De kerk bevat een origineel orgel uit 1915.